# Основной внутренний белок волокон хрусталика
Основной внутренний белок волокон хрусталика (англ. major intrinsic protein of lens fiber, MIP) — белок группы аквапоринов, водный канал, является родовым представителем одноимённого семейства белков, одно из его устаревших названий — аквапорин 0. Специфичен для волокон хрусталика глаза, эпителиальных клеток, образующих вещество хрусталика. Ген MIP образует кластер с аквапоринами 2, 5 и 6 в 12-й хромосоме человека. 

## Структура
Подобно другим аквапоринам MIP является тетрамерным интегральным белком. Мономер состоит из 263 аминокислот, содержит 2 тандемных повтора с 3 трансмембранными участками и петлю с характерным мотивом аспарагин-пролин-аланин, которая формирует водный канал.

## Тканевая специфичность
Этот аквапорин экспрессирован в эпителиальных клетках, образующих вещество хрусталика (т.н. волокна хрусталика). Является основным белком щелевых межклеточных контактов в этих клетках.

## Патология
Нарушения MIP приводят к врождённой изолированной катаракте, помутнению хрусталика, что часто вызывает нарушение зрения или слепоту. Известно, по крайней мере, 3 мутации белка, вызывающие это заболевание.